# Carousel (comédie musicale)
Pour les articles homonymes, voir Carousel.
Carousel (titre original) est une comédie musicale américaine créée à Broadway en 1945, adaptée de la pièce de théâtre Liliom (1909) écrite par Ferenc Molnár.

## Résumé
La Nouvelle-Angleterre, en 1873. Une ouvrière de moulin, Julie Jordan, se rend après son travail sur une fête foraine. Elle y rencontre Billy Bigelow, responsable d'un carrousel (carousel en anglais) appartenant à Madame Mullin. Bientôt, les deux jeunes gens s'éprennent l'un de l'autre ; la propriétaire du manège, jalouse, renvoie alors Billy. Julie et lui se marient mais, sans ressources, doivent s'installer chez Nettie Fowler, cousine de la mariée. Billy se lie à Jigger Craigin, un truand qui lui propose un cambriolage chez David Bascombe, le patron du moulin où Julie travaillait auparavant. D'abord réticent, Billy accepte lorsque sa femme lui révèle être enceinte, attiré par la perspective de gagner facilement de l'argent. Mais la tentative de vol est un échec : Jigger parvient à s'enfuir lorsque la police intervient ; Billy, arrêté, choisit de se suicider.
Quinze ans plus tard, Billy (confiné au purgatoire), obtient du gardien du ciel de retourner durant une journée sur terre, où il devra accomplir une bonne action pour mériter son entrée au paradis. Il rencontre Louise, sa fille, une adolescente rebelle, peu confiante en son avenir, et chahutée par des jeunes gens qui connaissent le passé de voleur du père. Billy, invisible à volonté, déclare à Julie son amour, à l'insu de celle-ci. Et surtout, il prodigue à sa fille (à laquelle il se présente comme un ami de son père) de bons conseils, ce qui lui vaut de gagner sa place au ciel...

## Fiche technique
- Titre original : Carousel
- Livret et lyrics : Oscar Hammerstein II, d'après l'adaptation par Benjamin F. Glazer de la pièce Liliom de Ferenc Molnár
- Musique : Richard Rodgers
- Mise en scène : Rouben Mamoulian
- Chorégraphie : Agnes de Mille
- Direction musicale : Joseph Littau
- Orchestrations : Don Walker
- Décors et lumières : Jo Mielziner
- Costumes : Miles White
- Producteur : The Theatre Guild (en)
- Nombre de représentations : 890
- Date de la première : 19 avril 1945
- Date de la dernière : 24 mai 1947
- Lieu : Majestic Theatre, Broadway

## Distribution originale
- John Raitt : Billy Bigelow
- Jan Clayton (en) : Julie Jordan
- Christine Johnson (en) : Nettie Fowler
- Jean Darling : Carrie Pipperidge
- Ralph Linn : Enoch Snow Jr.
- Murvyn Vye : Jigger Craigin
- Bambi Linn (en) : Louise
- Franklyn Fox : David Bascombe
- Suzanne Tafel : Susan Peters
- Blake Ritter : Le capitaine
- Robert Byrn : Le premier policier
- Jean Casto : Mme Mullin
- Peter Birch : Le maître d'équipage
- Eric Mattson : Enoch Snow Sr.
- Larry Evers : Le deuxième policier
- Ginna Moise : Virginia Frazer
- Marilyn Merkt : Penny Sinclair
- Joan Keenan : Jennie
- Connie Baxter : Arminy Livermore
- Annabelle Lyon : Hannah Bentley
- Russell Collins : Le gardien du ciel / Le docteur Seldon
- Kathleen Comegys : L'amie de Louise
- Richard H. Gordon : Jonathan Chase
- Jimsey Somers : Jessie
- Mimi Strongin : Bessie
- Ralph Tucker : L'ami de Louise
- Jay Velie : Frère Joshua

## Chansons
| Acte I - Carousel Waltz (orchestre) - You're a Queer One, Julie Jordan (Carrie, Julie) - When I Marry Mister Snow (Carrie) - If I Loved You (Billy, Julie) - June Is Bustin' Out All Over (Nettie, Carrie, danseurs, ensemble) - When I Marry Mister Snow (reprise) (Carrie, Enoch, ensemble féminin) - When the Children Are Asleep (Enoch, Carrie) - Blow High, Blow Low (Jigger, Billy, danseurs, ensemble masculin) - Soliloquy (Billy) | Acte II - This Was A Real Nice Clambake (Carrie, Nettie, Julie, Enoch, ensemble) - Geraniums in the Winder / Stonecutters Cut It on Stone (Enoch) - What's the Use of Wond'rin (Julie) - You'll Never Walk Alone (Nettie) - Ballet (danseurs, orchestre) - If I Loved You (reprise) (Billy) - You'll Never Walk Alone (reprise) (ensemble) |

## Reprises (sélection)
À New-York (Broadway)
- 1949 : au Majestic Theatre, 32 représentations (reprise de la production originale) ;
- 1954 : au City Center, 79 représentations, décors d'Oliver Smith ;
- 1957 : au City Center, 24 représentations, décors d'Oliver Smith, avec Barbara Cook (Julie), Howard Keel (Billy), James Mitchell (Jigger), Victor Moore (le gardien du ciel / le docteur Seldon) ;
- 1994-1995 : au Vivian Beaumont Theatre, 337 représentations, avec Shirley Verrett (Nettie) (reprise de la production londonienne de 1992).

À Londres
- 1950-1951 : au Théâtre de Drury Lane ;
- 1992-1994 : production du Royal National Theatre, mise en scène de Nicholas Hytner, chorégraphie de Kenneth MacMillan ;
- 2008 : au Savoy Theatre, chorégraphie d'Adam Cooper, avec Lesley Garrett (Nettie).

À Paris
- 2013 : au Théâtre du Châtelet ;

## Adaptations à l'écran
- 1956 : Carousel, film musical d'Henry King, avec Shirley Jones (Julie), Gordon MacRae (Billy), Cameron Mitchell (Jigger), Gene Lockhart (le gardien du ciel / le docteur Seldon) ;
- 1967 : Carousel, téléfilm de Paul Bogart, avec Robert Goulet (Billy), Pernell Roberts (Jigger), Charles Ruggles (le gardien du ciel / le docteur Seldon).

## Récompenses (sélection)
Pour la dernière reprise à Broadway
- Cinq Tony Awards gagnés en 1994 (48e cérémonie) :
  - De la meilleure reprise d'une comédie musicale (Tony Award for Best Revival of a Musical) pour les producteurs ;
  - Du meilleur second rôle féminin dans une comédie musicale (Tony Award for Best Featured Actress in a Musical) pour Audra McDonald (rôle de Carrie) ;
  - Des meilleurs décors (Tony Award for Best Scenic Design) pour Bob Crowley (en) ;
  - De la meilleure chorégraphie (Tony Award for Best Choreography) pour Kenneth MacMillan ;
  - De la meilleure mise en scène d'une comédie musicale (Tony Award for Best Direction of a Musical) pour Nicholas Hytner.
- Quatre Drama Desk Awards gagnés en 1994 (40e cérémonie) :
  - Du meilleur second rôle féminin dans une comédie musicale (Drama Desk Award for Outstanding Featured Actress in a Musical) pour Audra McDonald ;
  - De la meilleure chorégraphie (Drama Desk Award for Outstanding Choreography) pour Kenneth MacMillan et Jane Elliott ;
  - De la meilleure mise en scène d'une comédie musicale (Drama Desk Award for Outstanding Director of a Musical) pour Nicholas Hytner.
- Deux Theatre World Awards gagnés en 1994 (prix récompensant chaque année les meilleurs espoirs du théâtre) :
  - Par Audra McDonald et Michael Hayden (rôle de Billy).